# Восстание «краснобровых»
Восстание «краснобровых» (кит. трад. 赤眉軍, пиньинь chìméi jūn) — общее обозначение крестьянских брожений, которые начались на Шаньдунском полуострове и в южной части провинции Цзянсу в 17 г. н. э. и в течение последующих десяти лет охватили большую часть Китая.

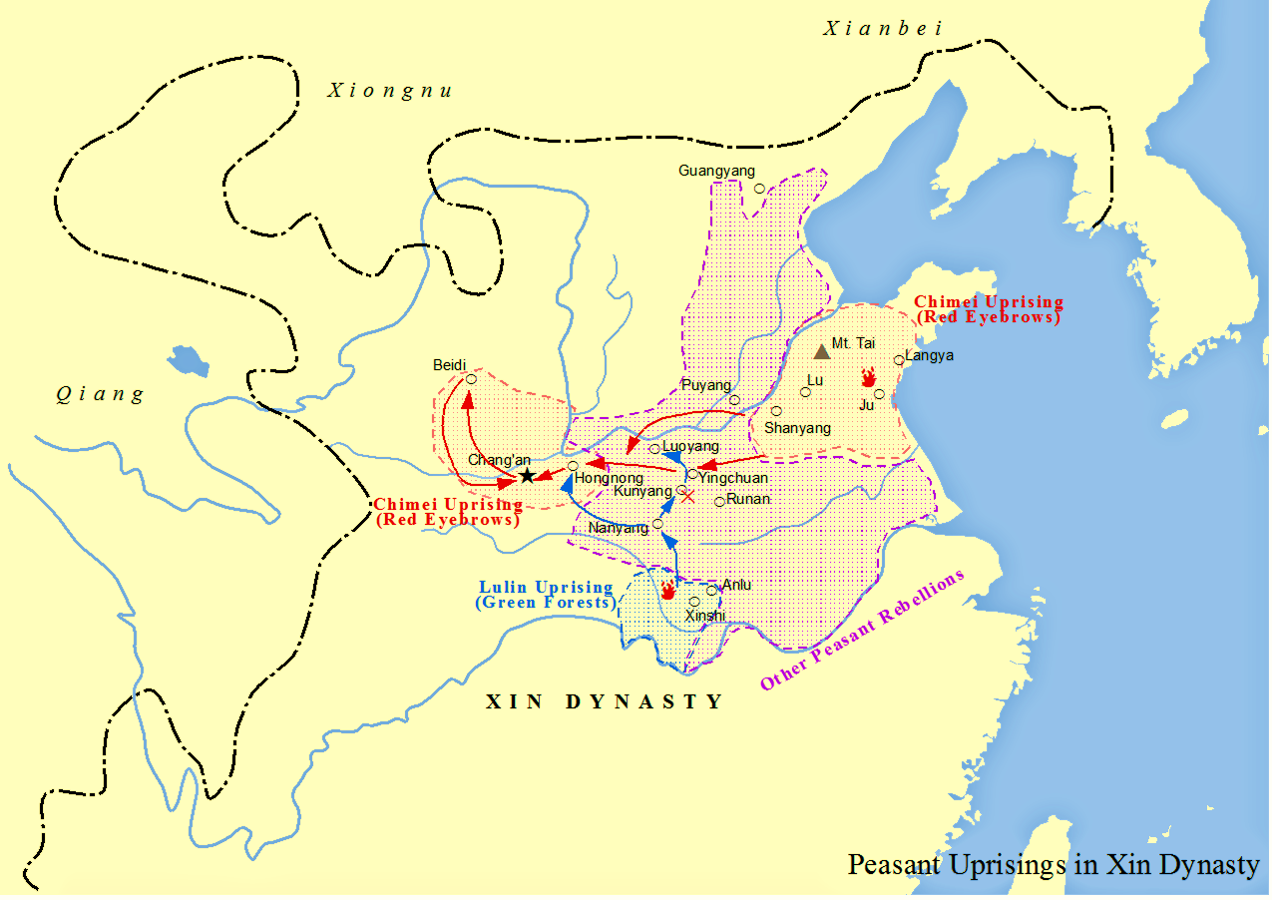
Карта крестьянских восстаний династии Синь, включая восстания Лулиня и «краснобровых»

Причиной восстания было недовольство реформами узурпатора императорского трона Ван Мана, а поводом — разлив Жёлтой реки, обездоливший крестьян в Шаньдуне и Цзянсу. Оставшись без средств к существованию, вчерашние крестьяне собрались в отряды «медных коней» (самоназвание отрядов ополченцев), выкрасили в качестве опознавательного знака брови в красный цвет и принялись за беспорядочный разбой.
Ван Ман решил положить конец беспорядкам и направил в восставшие провинции 100-тысячную армию. Ахиллесовой пятой повстанцев была их разобщённость, однако ввиду грозившей со стороны правительства опасности отряды «Зелёный лес», «Лес на равнине» и прочие соединились под руководством Фань Чуна и наголову разбили правительственные войска.
Крестьяне охотно переходили на их сторону, так как для финансирования армии Ван Ман был вынужден издать указ о повышении податей. В 23—24 гг. отряды «краснобровых» были замечены в непосредственной близости от столицы, Чанъана. Тем временем со стороны провинций Хэнань и Хубэй на город наступали отряды легитимистов во главе с представителем свергнутой Ван Маном династии Хань по имени Лю Сюань. По словам Л. Н. Гумилёва,

Ван Ман освободил преступников из тюрем и послал их биться с повстанцами, но преступники разбежались. Повстанцы разрыли могилы семьи Ван Мана и сожгли гробы. Вспыхнули девять построенных им храмов, дворец, императорская школа; зарево освещало весь город. Повстанцы ворвались в город через северные ворота.
Ван Ман был обезглавлен, а Лю Сюань провозглашён императором под именем Гэн-ши. Вожди «краснобровых» сделали попытку войти в правящий класс и были пожалованы пышными титулами, однако земельных наделов не получили. К этому времени их численность превышала 300 тысяч.
Фань Чун, проявивший себя талантливым военачальником, заручился поддержкой хуннского шаньюя, разбил императорскую пехоту и летом 25 г. вошёл в Чанъань. Гэн-ши был задушен, а на его место посадили пастуха Лю Пэн-цзы, дальнего родственника правящей династии.
Победители, однако, оказались плохими управителями: несмотря на смену власти, отряды краснобровых в столице продолжали грабить и бесчинствовать, и обуздать их предводители оказались не в силах. Единственным выходом для них было покинуть разорённый город и направиться на восток. Неспособность наладить законное управление и накормить народ привело к утрате «краснобровыми» поддержки широких слоёв крестьянства.
Между тем после убийства Гэн-ши аристократические слои встали под знамёна ещё одного родственника ханьских императоров, Лю Сю. Он выдвинулся в сторону Лояна и в начале 27 г. нанёс «краснобровым» поражение при Сяоди. Лю Пэн-цзы признал Лю Сю законным императором и сдался на его милость. Лю Сю основал династию Восточная Хань со столицей в Лояне, которая правила Китаем до 220 г.